# النظام الفرعي للمحطة الأساسية

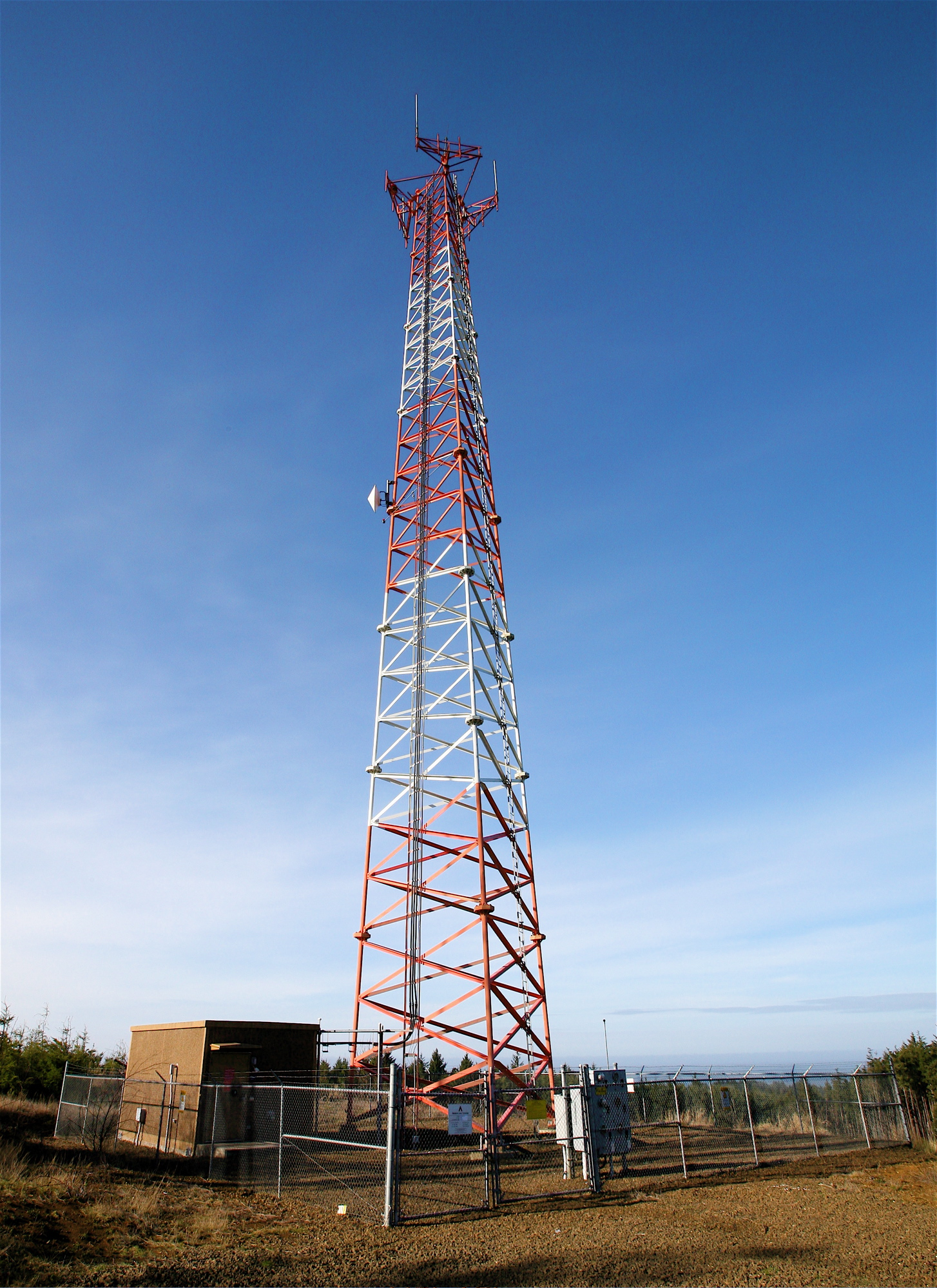

النظام الفرعي للمحطة الاساسية ال "BSS" وهو جزء أساسي من هيكلية النظام العالمي للمواصلات الجوالة "GSM" وهو المسؤل عن توصيل البيانات بين الهاتف المحمول ومحطة النظام الفرعي للشبكة "NSS". من مهام النظام ال BSS إعادة تضمين البيانات القادمة من الموبايل لإعادة ارسالها إلى ال NSS.

## محطة الإرسال والاستقبال "BTS"
محطة الإرسال والاستقبال أو ال "BTS" تحوي على المعدات الازمة لارسال واستقبال البينات مثل الترانسيفر والهوائيات ومعدات التشفير و فك التشفير. ويتعامل بشكل أساسي مع مراقب المحطات الفرعية ال "BSC". عادةً تحوي ال "BTS" على ترانسيفر "TRXs" بوفر لها إمكانية التحكم بعدة ترددات.